# Kuri (město)
Kuri je město v Jižní Koreji. Nachází se v severozápadní části území v provincii Kjonggi východně od hlavního města Soulu. Je součástí aglomerace Soulu – tzv. Velký Soul. Název „Kuri“ může znamenat „Devět vesnic“, což se odráží v čínských znacích hanča ku – devět a ri – vesnice. Nachází se tu královské hrobky dynastie Čoson, což je památka UNESCO. Dále je tu pevnost Ača z doby království Pekče.

## Statistiky
- Průměrná teplota: